# Phra-Phutthayotfa-Brücke
Die Phra-Phutthayotfa-Brücke (thailändisch สะพานพระพุทธยอดฟ้า, RTGS Saphan Phra Phutthayotfa, auch kurz: สะพานพุท, Saphan Phut, englisch Memorial Bridge) ist eine Brücke über den Mae Nam Chao Phraya (Chao-Phraya-Fluss) in Bangkok, in Thailand. Er verbindet die beiden Stadtbezirke (Khet) Phra Nakhon und Thonburi.

## Technik
Die Saphan Phut ist eine dreiteilige Stahlkonstruktion, dessen mittlerer Teil ursprünglich hochgeklappt werden konnte, um auch größeren Schiffen Durchfahrt zu gewähren. Jeder der drei Teile ist 78 Meter lang. Die Auffahrt auf der Thonburi-Seite ist 130 Meter lang, die auf der Rattanakosin-Seite 314 Meter.

## Geschichte
Der Bau der Brücke begann am 3. Dezember 1929, sie wurde von Dorman Long erbaut, einem bekannten Brückenbauer aus Middlesbrough, England. Am 6. April 1932, dem 150. Jahrestag der Begründung der Chakri-Dynastie, wurde die Brücke von König Prajadhipok (Rama VII.) feierlich eröffnet. Im englischen Sprachgebrauch wird die Brücke „Memorial Bridge“ (Brücke der Erinnerung) genannt, da der offizielle Name in Thai สะพานปฐมบรมราชานุสรณ์ (Saphan Pathom Borom Ratchanuson) lautet, was so viel wie „Brücke der Königlichen Erinnerung“ bedeutet. Sie soll an den Gründer der Chakri-Dynastie erinnern, König Phra Phutthayotfa Chulalok (Rama I.).

## Sehenswürdigkeiten in der Nähe der Brücke
- Am östlichen Ufer des Chao Phraya:
  - Am Fuß der Brücke ist ein großes Standbild von König Phutthayotfa Chulalok in einem kleinen Park aufgestellt, das von dem italienischstämmigen Bildhauer Silpa Bhirasri entworfen wurde.
  - Unter der Brücke wird jeden Abend ein Nachtmarkt abgehalten.
  - Der Pak Khlong Thalad (Markt an der Kanalmündung), ein großer, durchgehend geöffneter Blumen- und Gemüsemarkt, liegt direkt nördlich der Brücke.
- Am westlichen Ufer des Chao Phraya:
  - Khuan-Uh-Schrein, direkt südlich der Brücke – hierher kam König Taksin, bevor er in den Krieg zog.  Der Schrein liegt heute im Somdet Phra Srinagarindra Park (Princess Mother Memorial Park), der 1993 zur Erinnerung an die verstorbene Mutter Srinagarindra des derzeitigen Königs Bhumibol Adulyadej (Rama IX.) angelegt wurde.
  - Wat Prayonwong – direkt nördlich der Brücke, gestiftet von der Familie Bunnag. Die Chedi im Sri-Lanka-Stil ist weithin sichtbar.